# Walter Veith
Walter Julius Veith (nacido en 1949) es un zoólogo sudafricano, autor y orador adventista del séptimo día conocido por su trabajo en nutrición,  creacionismo y exégesis bíblica con el ministerio de medios Amazing Discoveries y en su red de televisión internacional que se encuentra en América del Norte en Galaxy. 19. 
Veith fue profesor del departamento de zoología de la Universidad de Ciudad del Cabo y enseñó en el departamento de biociencia médica.  Durante este tiempo, el departamento recibió una subvención de la Royal Society de Londres para investigación zoológica.
Después de unirse a la Iglesia Adventista del Séptimo Día, rechazó la teoría de la evolución en favor del creacionismo y así tuvo que abandonar la enseñanza en la Universidad de Ciudad del Cabo. 
Como creacionista habla internacionalmente sobre este y otros temas.  Sus conferencias, videos y libros promueven creencias y doctrinas creacionistas y adventistas.  Estos incluyen una comprensión evangélica de la Biblia con un compromiso muy fuerte con el Textus Receptus y la versión King James de la Biblia.  También promueve una dieta vegetariana estricta y la creencia en el cumplimiento inminente de los tiempos finales bíblicos y el regreso de Jesucristo. 
Veith ha escrito varios libros, entre ellos Dieta y salud y El conflicto de Génesis, que ofrece una perspectiva bíblica y evidencia que respalda el creacionismo de la joven tierra.  Es el orador principal de Amazing Discoveries, un ministerio mundial sin fines de lucro con sede en British Columbia, Canadá.  Amazing Discoveries realiza seminarios y transmisiones por satélite, las 24 horas del día, los siete días de la semana en la televisión y por satélite en América del Norte y el mundo.

## Vida

### Infancia
Walter Veith nació en 1949 y creció en un estricto hogar católico.  Su madre, una protestante, murió temprano de cáncer.  A su profesor de religión le dijo a Veith que, debido a las creencias no católicas de su madre, ella "languidecería para siempre" en el infierno.  Esto llevó a Veith a convertirse en ateo a la edad de diez años.

### Estudio
En 1971, Walter Veith comenzó a estudiar zoología en la Universidad de Stellenbosch, donde se graduó con una maestría en zoología.  Su tesis versó sobre la propagación de camaleones enanos.  Un curso de posgrado de dos años en la Universidad de Ciudad del Cabo siguió en 1979.  Su tesis fue un estudio autorradiográfico y microscópico de la nutrición embrionaria en el teleósteo Clinus superciliosus.  También asistió a conferencias sobre zoología en las universidades de Durban-Westville y Stellenbosch.  El campo de investigación de Veith es la fisiología nutricional, que se concentra en el efecto de la ganadería moderna en la incidencia de la transferencia de enfermedades a los humanos.  Su investigación se centra en las enfermedades degenerativas causadas por una nutrición incorrecta y, en particular, en enfermedades como la osteoporosis, las enfermedades cardiovasculares y también en la fertilidad.

## La enseñanza y el desarrollo religioso.
Después de la graduación, Veith se convirtió en profesor adjunto en la Universidad de Stellenbosch y hasta 1987 dio clases de zoología. 
A principios de la década de 1980, después de que su pequeño hijo cayó gravemente enfermo y se recuperó, él y su esposa regresaron a la fe católica.  Pero unos años más tarde, desarrolló dudas sobre el catolicismo y, a través de la influencia de un artesano que renovó su cocina, él y su esposa se unieron a la fe adventista. 
En sus primeras conferencias como profesor adjunto, había tenido un estudiante que rechazó lo que ella llamaba la mentira del evolucionismo y en cambio mantenía la verdad de la historia de la creación bíblica.  Él la puso profundamente en su lugar.  Ahora, su nueva fe y sus propios estudios bíblicos lo llevaron a adoptar esta creencia, que lo puso en conflicto con lo que estaba enseñando.  Debido a sus conferencias sobre la supuesta evidencia científica de la historia de la creación bíblica, se le pidió que abandonara la Universidad de Stellenbosch.
Vendió su casa en Stellenbosch y aceptó un puesto como profesor asociado en la Universidad de Western Cape en zoología.  Sus graves preocupaciones sobre la teoría de la evolución se habían resuelto con la condición de que solo necesitaba realizar una investigación. 
La universidad cerró temporalmente debido a disturbios raciales.  Esto le dio a Veith la oportunidad de viajar a California y visitar a Ariel Roth, un creacionista a cargo del Instituto Adventista de Investigación en Geociencias, Loma Linda.  Investigó la evidencia de la historia bíblica de la creación y desarrolló una serie de conferencias para presentar sus hallazgos. 
Al año siguiente, Veith recibió un contrato de un año en la Universidad de Ciudad del Cabo.  Sus conferencias creacionistas significaron que su contrato no se renovó, pero fue contratado para un puesto de investigación únicamente en la Universidad de Western Cape.  En este momento, Veith comenzó a dar conferencias fuera de la universidad.  Inicialmente, sus charlas fueron principalmente a congregaciones adventistas en los Estados Unidos, luego en Canadá, Australia y Europa.  En sus conferencias sobre nutrición promovió valores adventistas como el vegetarianismo y el ayuno.  Su primer libro fue publicado en 1998 bajo el título de Dieta y salud.
En 1995 se convirtió en un profesor titular con experiencia en el cargo y el jefe del Departamento de Zoología, el contenido también se ocupó de la teoría de la evolución después de cinco años.  Él usó su posición entre otras cosas para promover su creencia en el creacionismo y negar la teoría de la evolución, encontrando a un compañero creyente en estos puntos de vista en su colega Quincy Johnson.  En 1997 publicó sus resultados en The Genesis Conflict.
Después de los conflictos en la Universidad de Western Cape debido a sus opiniones poco ortodoxas, Walter Veith y Quincy Johnson abandonaron el departamento de zoología.  Johnson se unió al Departamento de Microbiología, mientras que Veith se unió al Departamento de Fisiología, donde trabajó hasta 2003.  Con este cambio, su derecho a enseñar zoología fue retirado.  Desde su retiro de la enseñanza de la fisiología, Veith ha dedicado su tiempo al pastoreo. 

## Conferencias
Veith enseña en sus conferencias los pilares básicos del adventismo, que cree que son una extensión de los principios fundadores de la Reforma, entre ellos, Sola Gracia, Sola Christos, Sola Scriptura: solo Gracia, solo Cristo, solo la Biblia y un pilar de la Reforma. : la identidad del anticristo.  Afirma que el adventismo se ha basado en las creencias de la Reforma que finalmente se convirtió en credos y realizó cinco descubrimientos clave junto con los Mensajes de los Tres Ángeles ", que hacen que la denominación adventista sea única: 
"La doctrina del santuario: todo el plan de salvación establecido en tipo.  La ley ceremonial que Dios le dio al antiguo Israel simboliza la obra de Jesús a lo largo de la historia.  Cuando la gente comenzó a desentrañar este plan, comenzaron a entender el ministerio de Jesús y lo que había sucedido el día de su decepción.
"A partir de la doctrina del santuario y la gran decepción, se formó el gran mensaje del Segundo advenimiento, se recuperó la verdad sobre el sábado, se desentrañó la comprensión bíblica del estado de los muertos y se estableció el Espíritu de Profecía".
Veith también presentó conferencias sobre la dieta, cómo afecta directamente a numerosas enfermedades degenerativas, incluidos los hallazgos de los efectos negativos causados por una mala nutrición, como la osteoporosis, la artritis y el cáncer.  También da conferencias sobre el creacionismo.

## La visión de Veith de la Biblia KJV
Veith sostiene que algunas de las nuevas versiones de la Biblia que surgieron provienen de manuscritos con corrupciones introducidas por el texto alejandrino y varían y son menos confiables que el Texto de la mayoría.  La iglesia adventista no tiene una vista única de la KJV, aunque algunos adventistas siguen prefiriendo la versión King James.  Debido a su conferencia sobre la Guerra de las Biblias de 2004, a Veith se le negó el acceso a las iglesias ASD en Alemania por un tiempo, pero fue reincorporado en 2010.
Un periódico recomienda que Veith: 
"revise de cero los comentarios futuros sobre este tema para ser equilibrados, justos y serios o para prescindir de ellos" - John Kovar: Advent Echo (3 de noviembre de 2004
El Instituto de Investigación Bíblica Adventista no está de acuerdo con la opinión de Veith sobre las traducciones de la Biblia.

## Teorías de Conspiración
La revista Spectrum, una publicación periódica independiente que se centra en el adventismo, se refiere a Walter Veith como la principal voz conspirativa dentro del adventismo.
Sin mencionar específicamente a Veith, el artículo oficial de la iglesia, la Revista Adventista, ha abordado las teorías de conspiración de Veith.  Veith respondió al autor de la Revisión explicando sus puntos de vista.

## Acusación de Antisemitismo
En una conferencia en Nürnberg-Marienberg en octubre de 2012, Walter Veith afirmó que el Holocausto se utilizaba para "reunir" a los judíos de toda Europa, para que pudieran ser reasentados en Palestina. [cita requerida]
El liderazgo de la Iglesia Adventista del Séptimo Día en Alemania, Austria y Suiza decidió el 9 de noviembre de 2012 que estas declaraciones eran antisemitas y discriminatorias.  Los líderes de la iglesia opinaron que estaban "muy cerca de la trivialización criminal del reinado nazi del terror".  En diciembre de 2012, los líderes de la Iglesia prohibieron a Veith hablar en centros comunitarios y describieron sus conferencias como "teorías de conspiración" y "abuso espiritual".
Sin embargo, varios de los grupos adventistas alemanes están evitando esta prohibición invitando a Walter Veith a salas de eventos más grandes e independientes.
Amazing Discoveries y Walter Veith respondieron que la presentación no pretendía ser antisemita de ninguna manera, y se distanciaron del antisemitismo y el racismo.  Veith culpó a la acusación de antisemitismo de "insuficiencia lingüística", porque el alemán es un idioma extranjero para él, y agregó que en Alemania hay una "hipersensibilidad" a las declaraciones sobre la persecución de los judíos.  Según Amazing Discoveries, Arno Hamburger, miembro del Concejo Municipal de Núremberg y primer presidente de la Comunidad Religiosa Judía, hablando en nombre de la comunidad judía local, expresó la opinión de que no había un antisemitismo reconocible en la declaración de Veith.

## Libros
- Algo diferente. Cocina vegana. Más grandes, sabrosas recetas .  Nuremberg: Shosh, 1993
- Redescubrir la dieta. La influencia de la dieta en nuestra salud. .  Stuttgart: Compañía editorial científica, 1996 ISBN 3-8047-1468-4
- El conflicto de génesis.  Descubrimientos asombrosos, Delta BC 2002, ISBN 0-9682363-5-9   .  Un estudio de la teoría evolutiva y las evidencias de la creación encontradas en el mundo natural.  En este libro, Veith discute la versión bíblica del relato de la creación y argumenta en apoyo de su veracidad, sosteniendo que los datos geológicos y paleontológicos no apoyan la evolución gradual, sino que implican un catastrofismo, que es consistente con el relato del Génesis.
- En la verdad es lo que importa.  Descubrimientos asombrosos, Heroldsberg 2003, ISBN 3-9809109-0-3   , (Título original: Truth Matters - Escaping the Labyrinth of Error).  Un análisis de los desarrollos religiosos y políticos actuales sobre la base de textos bíblicos, que afirman que el Papado, la Masonería y las Naciones Unidas (entre otras instituciones) son organizaciones orientadas al cristianismo.

## Publicaciones
1. Veith, WJ 1974.  Biología reproductiva de Chamaeleo pumilis pumilis, con especial referencia al papel del cuerpo lúteo y la progesterona.  Zool.  Afr. 9: 161-183.
2. Veith, WJ 1979 La composición química del fluido folicular del teleósteo vivíparo Clinus Superciliousus, Comp.  Biochem.  Fisiol. 63A; 37-40
3. Veith, WJ, 1979, Reproducción del teleósteo en vivo Clinus Superciliosus.  S. Afr.  J. Zool. 14: 208-211
4. Veith, WJ, 1980, Viviparity y adaptaciones embrionarias en el teleósteo Clinus Superciliosus.  Can J. Zool. 58: 1-12
5. Veith, WJ y SR Malecha. 1983.  Estudio histoquímico de la distribución de lípidos, 3 alfa y 3 beta-hidrosteroides deshidrogenasa en la glándula androgénica de la gamba cultivada, Macrobrachium rosenbergii (de Man) (Crustacea; Decapoda).  S. Afri.  J. Sci. 79: 84-85.
6. Manie, T., Khan, S., Brozel, VS, Veith, WJ y Gouws, PA 1998.  Resistencia antimicrobiana de bacterias aisladas de pollos sacrificados y comercializados en Sudáfrica.  Cartas en microbiología aplicada 26, 253-258.
7. Manie, T., Brozel, VS, Veith, WJ y Gouws, PA 1999.  Resistencia antimicrobiana de la flora bacteriana asociada a productos bovinos en Sudáfrica.  Diario de Protección de Alimentos 62, 615-618.